# Bestia (Cognomen)
Bestia (lateinisch „Tier“, „Raubtier “oder „Bestie“, auch abwertend oder scherzhaft für Personen) ist ein römisches Cognomen, das als Name einer Familie der plebeischen gens Calpurnia verwendet wurde.

## Namensträger
- Lucius Calpurnius Bestia (Konsul), römischer Politiker und Feldherr
- Lucius Calpurnius Bestia (Volkstribun), römischer Politiker, Teilnehmer an der Catilinarischen Verschwörung
- Lucius Calipurnius Bestia (Aedil), römischer Politiker, Freund des Marcus Antonius